# جزيرة مياكو
مياكو-جيما أو جزيرة مياكو (باليابانية: 宮 古 島، مياكو-جيما، بلغة مياكو: مياكو (ミ ャ ー ク)؛ بلغة أوكيناو: ناكو (ナ ー ク)) هي أكبر جزر مياكو وأكثرها اكتظاظاً بالسكان في محافظة أوكيناوا، باليابان. تُدار جزيرة مياكو كجزء من مدينة مياكوجيما، التي لا تشمل جزيرة مياكو فحسب، بل تضم أيضاً خمس جزر مأهولة أخرى.

## موقعها الجغرافي

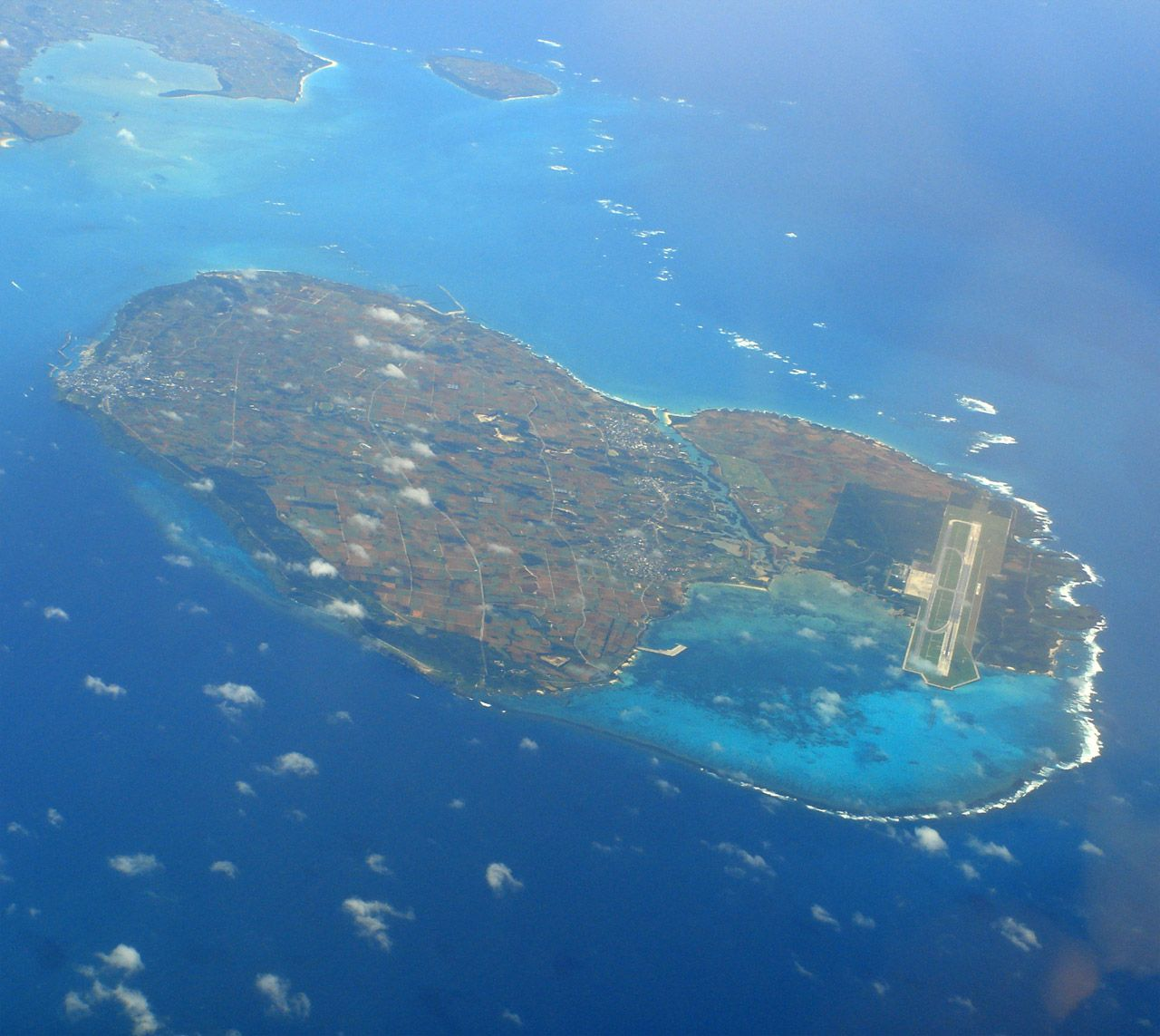
إرابو-جيما من السماء: جزيرة إرابو، مدينة مياكو، أوكيناوا، اليابان

تقع مياكو-جيما على بعد حوالي 300 كيلومتر (186 ميل) جنوب غرب جزيرة أوكيناوا. بمساحة قدرها 158.70 كيلومتر مربع (61.27 ميل مربع)، تُعد مياكو رابع أكبر جزيرة في محافظة أوكيناوا. تبدو الجزيرة مثلثة الشكل ويابستها من الحجر الجيري. الجزيرة عرضة للجفاف وكثيراً ما تضربها الأعاصير.
تشتهر مياكو-جيما بجمالها، لا سيما منطقة الرأس الشرقي (東 平安 名 岬، هيغاشي هينازاكي)، وهي مكان مخصص وطنياً للجمال الطبيعي في أقصى جنوب شرق مياكو-جيما. حيث يعتبره الكثيرون من أجمل الأماكن في اليابان. تشمل المواقع البارزة الأخرى شاطئ يوناها ميهاما وشاطئ سوناياما وشاطئ بيناغاما والمعالم السياحية في إرابو-جيما. هناك ثلاث جزر قريبة تتصل بمياكو-جيما عبر جسور هي إرابو-جيما (اعتباراً من أوائل عام 2015) وجزيرة إكيما (池 間 島، إكيما-جيما) وجزيرة كوريما (来 間 島، كوريما-جيما).
يربط جسر إكيما جزيرة مياكو بجزيرة إكيما. ويبلغ طوله 1425 متراً (4675 قدماً) وانتهى تشييده في فبراير 1992. يمكن رؤية شاطئ يوناها ميهاما من الجانب الآخر لجزيرة كوريما. وتعد لغة مياكو، إحدى لغات ريوكيو العديدة المستخدمة هناك إلى حد ما.

## الثقافة
يسري اعتقاد محلي في جزيرة مياكو، أن ميروكو بوتوكي (الاسم المحلي لمايتريا بودا) هو إله دميم جاء من الصين ليخلق البشر والحيوانات والمحاصيل. ثم تحداه الإله الوسيم ساكو بوتوكي (شاكياموني البوذي، مؤسس البوذية) في مسابقة زهور ويسرق الزهور أثناء نوم ميروكو. وهكذا هُزم ميروكو بوتوكي وأجبر على العودة إلى الصين، لذلك فإن الصين بلد مزدهر بينما مياكو العكس. وقد وُجدّت أساطير خلق مطابقة تقريباً في كوريا.
مياكو هي موطن لمهرجان فريد يسمى بانتو (パ ー ン ト ゥ)، يُقام في الشهر التاسع من التقويم الثقافي (القمري). يتجول ثلاثة رجال يرتدون الحشائش والأوراق والطين في أنحاء المدينة ويلطخون الطين على المنازل والسيارات والأشخاص. ويحملون العصي في يد وقناع خال من التعابير في اليد الأخرى. تقول الأسطورة أن أولئك الذين لطخهم بانتو بالطين سيكون لديهم عام من الحماية والحظ السعيد. سيدعو مُلاك المنازل الجديدة بانتو أيضاً لمنح منازلهم «مباركته» الموحلة.
لدى مياكو طبقها الخاص من نودلز سوبا. وتقليد أوتوري لشرب الأواموري وهو شراب مقطر موطنه الأصلي أوكيناوا. يؤديه أشخاص جالسين (عادة حول طاولة). حيث يقترح أحدهم نخباً ويشرب من كأس صغير، ثم يقدمه وبه بعضاً من الشراب لكل شخص على الطاولة في جولة عادة ما تبدأ باليمين. وعندما يعود النخب إلى مكانه، يقوم الشخص الذي مرره عبر تقليد أوتوري من قبل بصب كأساً جديداً لهم. ثم يقولون «تسوناغيماسو» ويشربون كأسهم الثاني. بعد فترة وجيزة، يحين دور الشخص التالي لتمرير الأوتوري والذي يستمر حتى انتهاء الحفل.

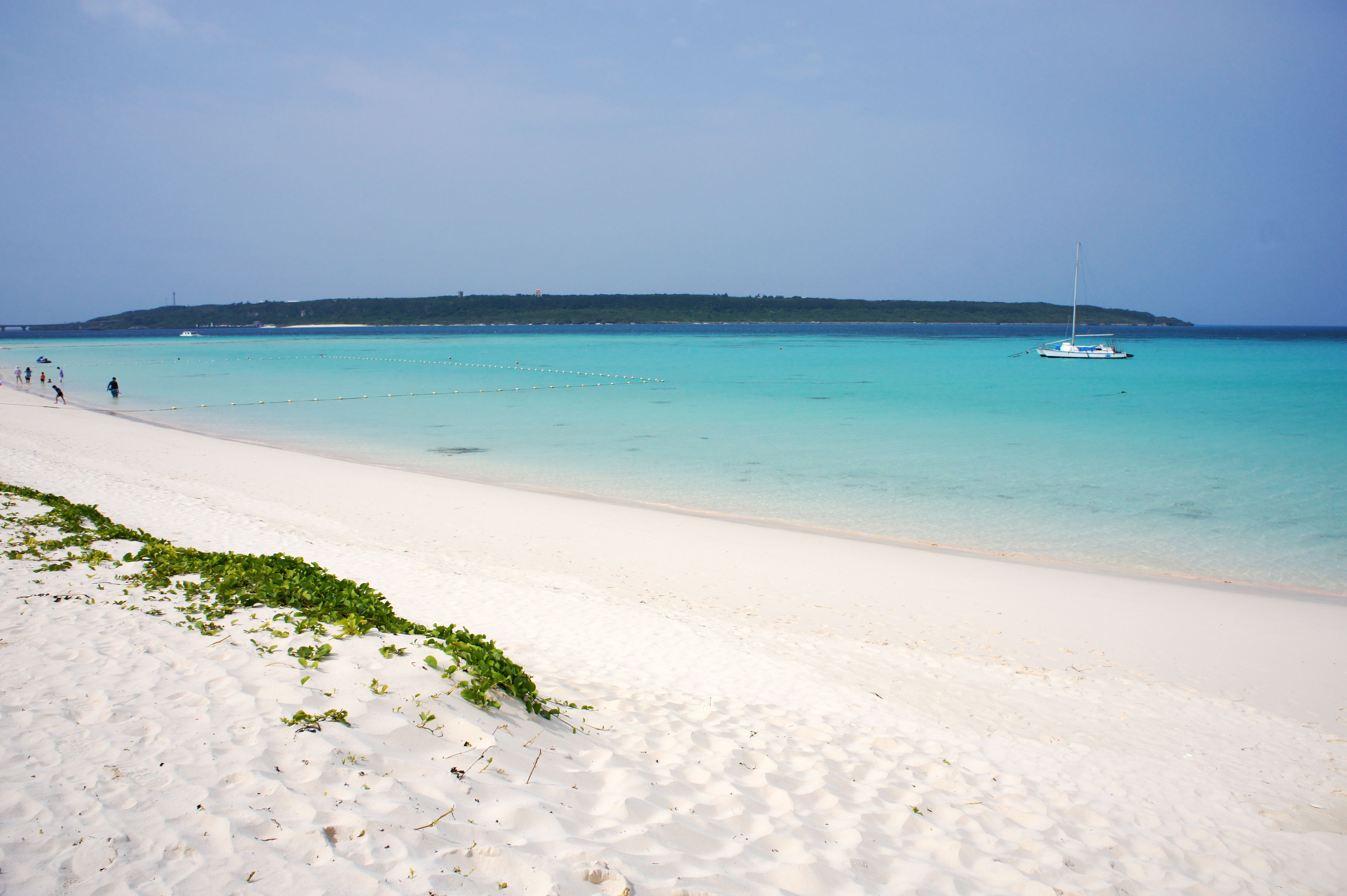
شاطئ يوناها ميهاما في مياكو-جيما
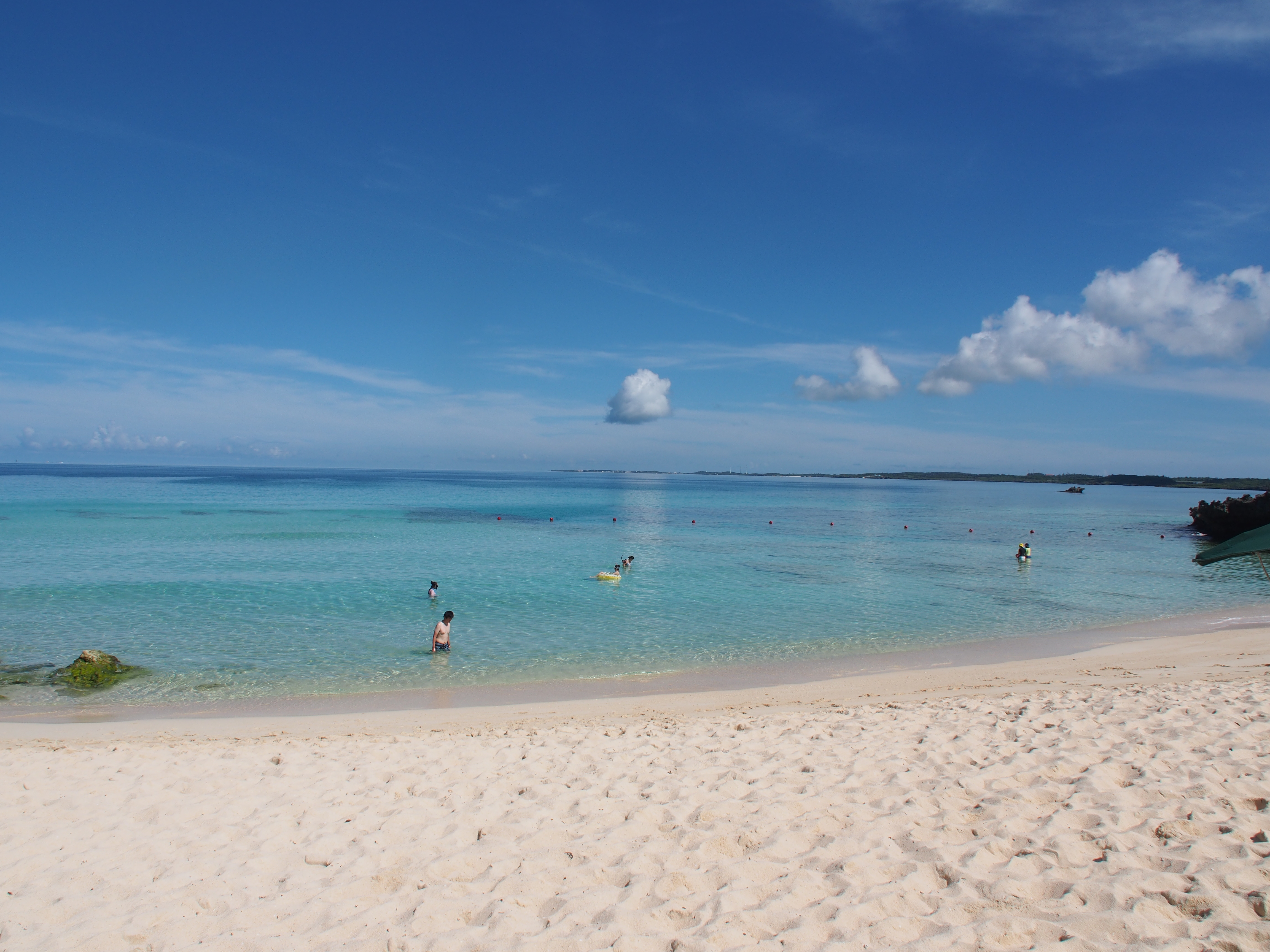
شاطئ سوناياما في مياكو جيما
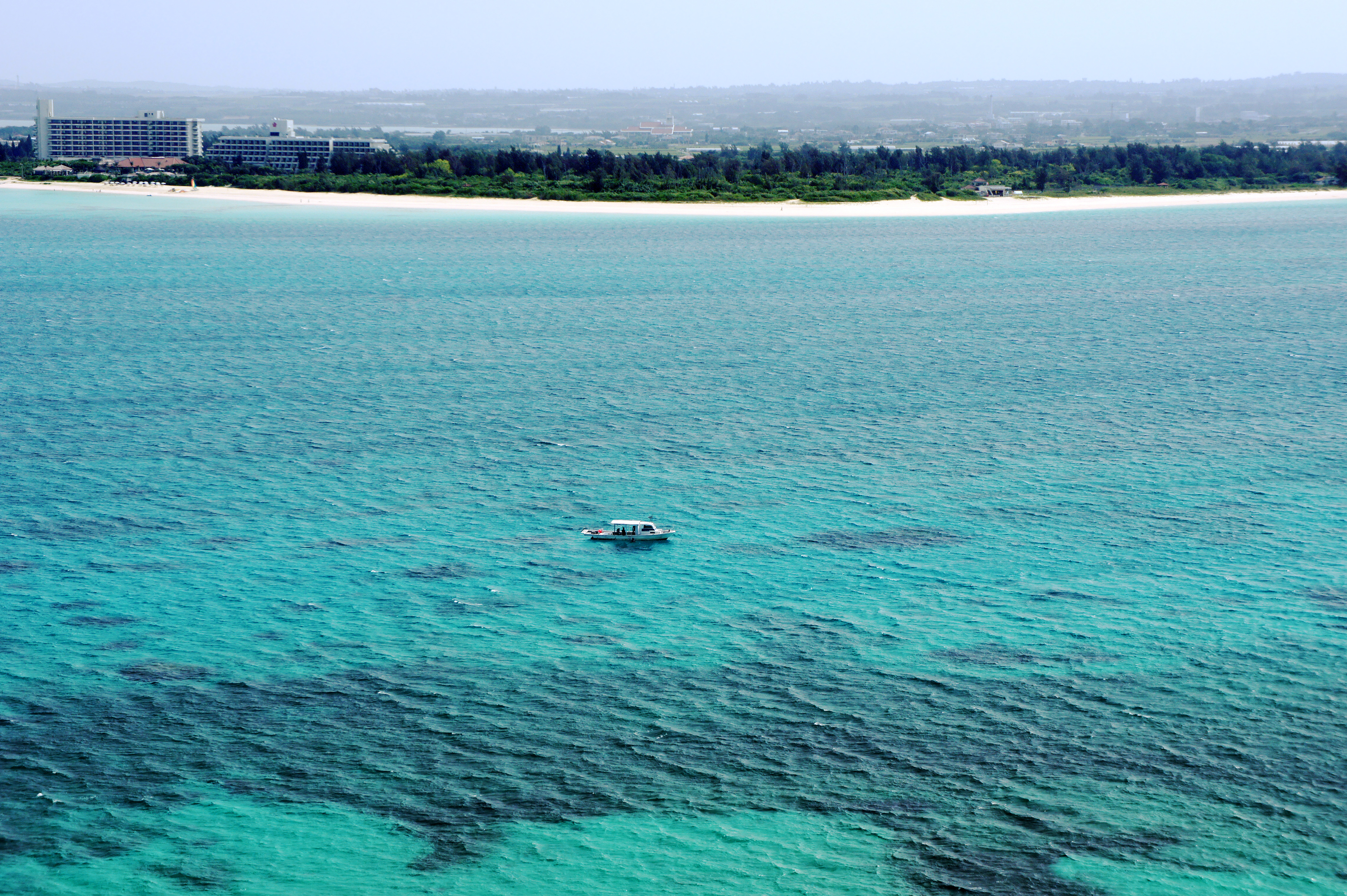
منظر لشاطئ يوناها ميهاما في مياكو-جيما كما يبدو من جزيرة كوريما، محافظة أوكيناوا، اليابان.
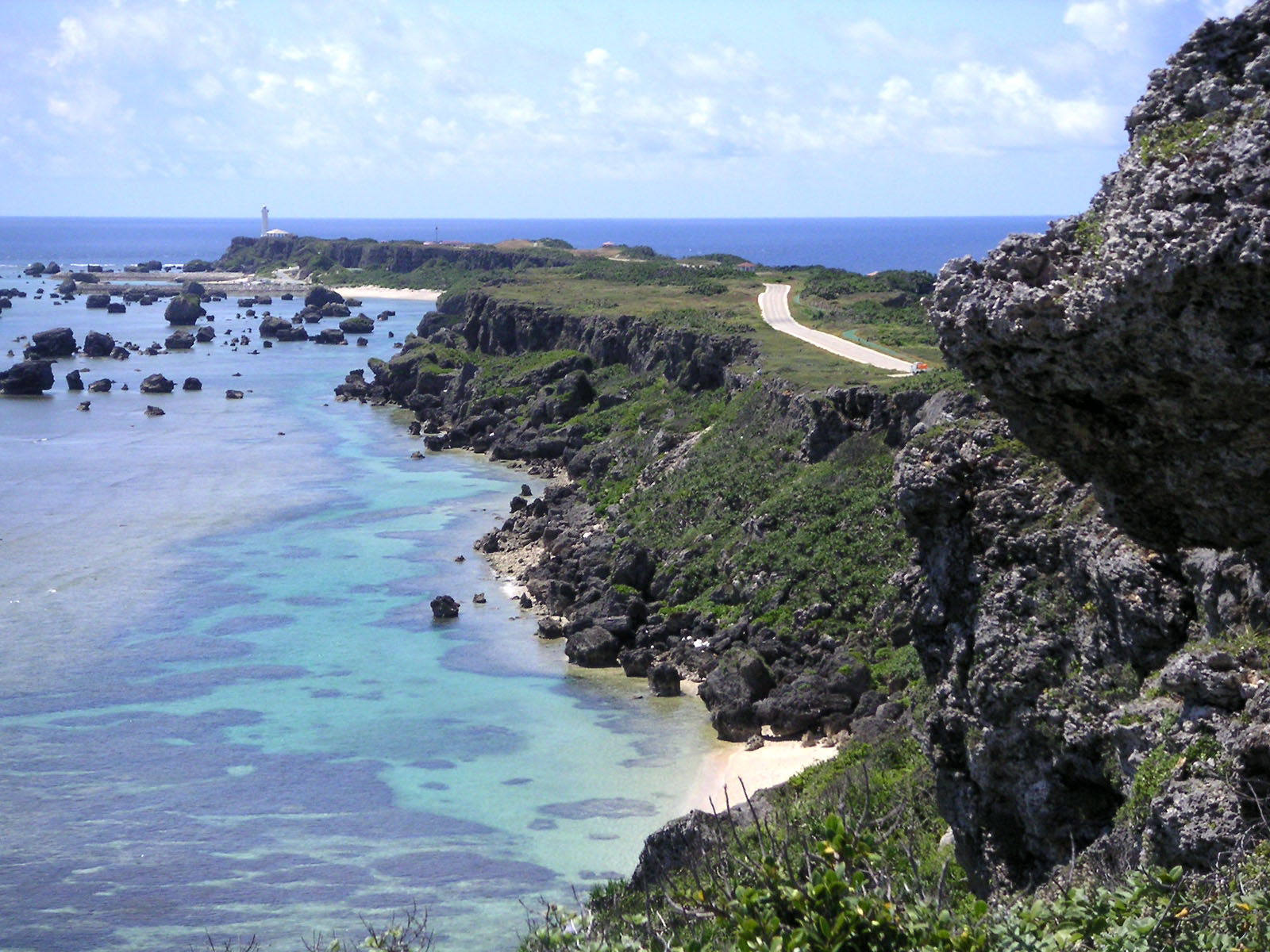
الرأس الشرقي (هيغاشي هينازاكي) من جزيرة مياكو
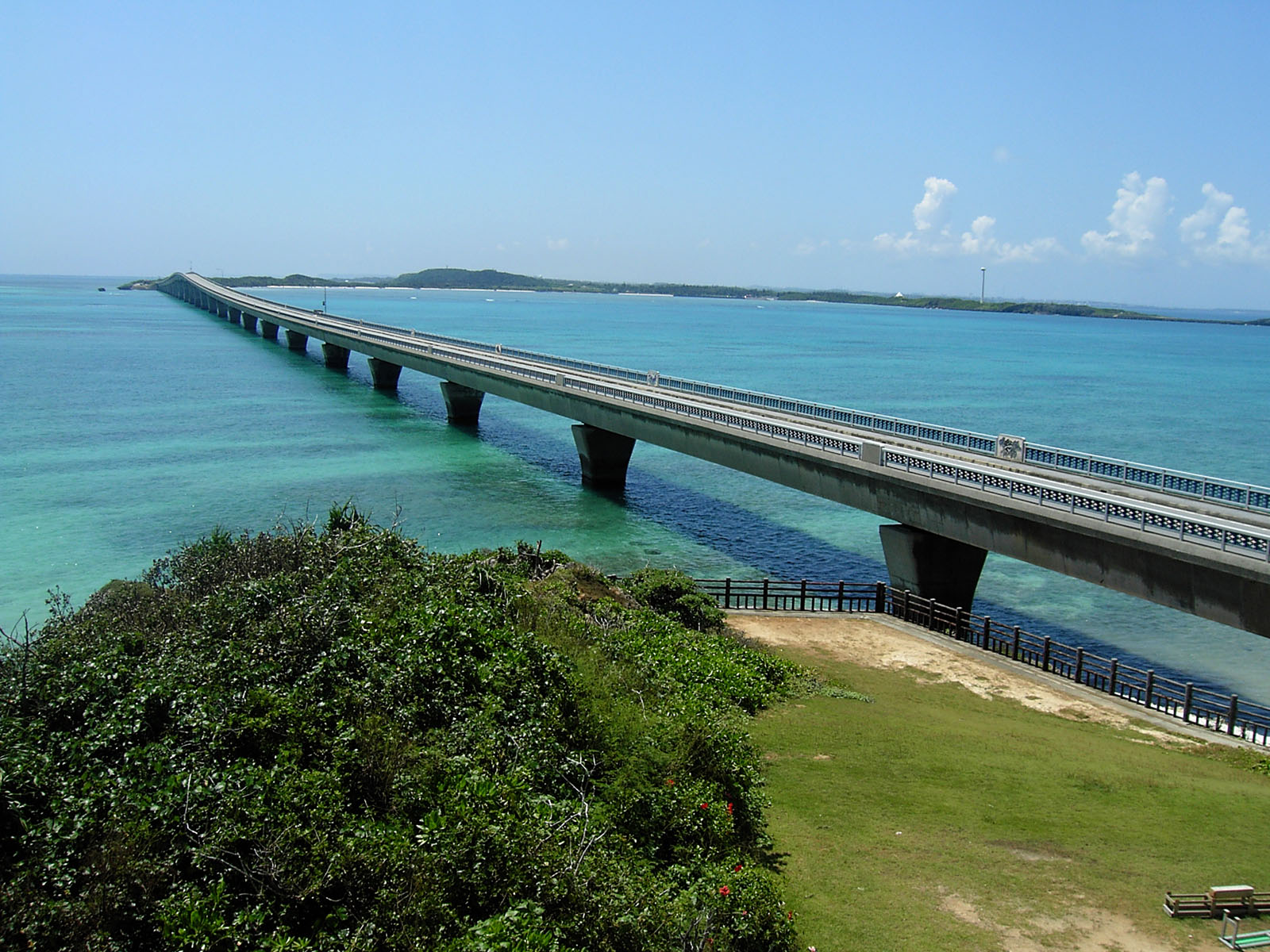
يربط جسر إكيما جزيرة إكيما بجزيرة مياكو. ويبلغ طوله 1425 متراً (4675 قدماً).

## الاقتصاد
تُعد مياكو-جيما موطناً لزراعة قصب السكر وإنتاج السكر البني. ويعتبر مياكو جوفو نسيج منسوج يدوياً ويصنع محلياً وهو مصنوع من ألياف الرامي. وكان يُعرف سابقاً باسم ساتسوما جوفو. يرجع إنتاج المنسوجات إلى فترة تينشو، 1573 - 1572. شهدت المدينة ازدهاراً سياحياً في البداية مع السكان المحليين والتايوانيين في أوائل عام 2010، لكن منذ عام 2016 وجدت صعوبة في التعامل مع الرحلات البحرية الضخمة القادمة من الصين القارية، نظراً لأن الميناء لا يمكنه التعامل إلا مع السفن التي يصل حجمها إلى 50.000 طن، إلا أنها ترغب في النهاية في خدمة السفن التي تصل إلى 200.000 طن. ومع ذلك، قد يغير هذا من طابع الجزيرة حيث أن عدد سكانها صغير وحياتهم ريفية.

## حمايتها
يمثل مضيق مياكو بين الجزيرة والبر الرئيسي لأوكيناوا معضلة نتيجة اتساعه بما يسمح للسفن الصينية بالمرور، دون الإستناد إلى حقوق اتفاقية الأمم المتحدة لقانون البحار. ومع ذلك، فإن مثل هذه الممرات تضع اليابان في حالة تأهب قصوى بسبب مخاوف من عزل الأراضي وتدهور العلاقات الثنائية عامةً.
في أواخر أبريل 2015، تأكد أن وزارة الدفاع اليابانية كانت في وضع التخطيط المسبق فيما يتعلق بالنشر الدائم لوحدة أمنية تابعة لقوات الدفاع الذاتى البرية في مياكو-جيما، لتبدأ في وقت ما من سنة 2016 المالية. هذا جزء من الجهود الجارية لتحسين دفاعات جزر نانسي. تصل قوة الوحدة الأمنية التابعة لقوات الدفاع الذاتى البرية إلى حجم كتيبة، عددها 500 فرد، سيشمل دورها في مياكو-جيما توفير الاستجابة الأولية للكوارث واسعة النطاق في المنطقة بالإضافة إلى العمل كقوة ردع سريع للهجمات المضادة على الجزر النائية داخل منطقة مسؤوليتها.
اعتباراً من أبريل 2015 فإن التكوين الدقيق لوحدة مياكو-جيما الأمنية غير واضح، على الرغم من مهامها المعروفة، من المحتمل أن يشتمل جدول التنظيم والمعدات على مركبات المدرعات الخفيفة كوماتسو ومركبات خفيفة لجميع التضاريس.
كما يُنظر حالياً في نشر وحدات من قوة الدفاع الذاتي البرية مجهزة بصواريخ مضادة للطائرات والسفن في الجزيرة.

## أماكن هامة
- حديقة النباتات الإستوائية بمدينة مياكوجيما
- تمتلك الخطوط الجوية اليابانية مكتباً لبيع التذاكر في جزيرة مياكو. إلا إنه مخصص فقط للرحلات الداخلية.[11]
- أولتراماراثون مياكو-جيما 100 كم (62 ميل).[12]
- هيغاشي-هينازاكي الرأس الشرقي لجزيرة مياكو.

## وصلات خارجية
- Miyakojima Website (Japanese)
- Pantu in Japanese نسخة محفوظة 5 فبراير 2012 على موقع واي باك مشين.
- WLCM.net نسخة محفوظة 26 فبراير 2012 على موقع واي باك مشين., Miyako Folklore English translation by Mark Wisniewski
- WLMC.net نسخة محفوظة 26 فبراير 2012 على موقع واي باك مشين., Miyako Natural Science English translation by Mark Wisniewski